# Dominic Cooke
Pour les articles homonymes, voir Cooke.
Œuvres principales
- Metteur en scène : Arabian Nights - The Crucible - Clybourne Park - Follies
- Réalisateur : The Hollow Crown (saison 2) - Sur la plage de Chesil

Dominic Cooke est un metteur en scène, dramaturge et ancien directeur de théâtre anglais né en février 1966 à Londres.
Entre 2002 et 2013, il occupe le poste de directeur adjoint responsable de la nouvelle écriture de la Royal Shakespeare Company puis directeur artistique du Royal Court Theatre. Son travail à ces deux postes est reconnu pour avoir redonné un dynamisme à la programmation et la création théâtrale, en mettant en avant de jeunes nouveaux talents et de nouvelles pièces qui ont rencontré un succès critique et public.
Il est aussi connu en tant que metteur en scène de pièces comme The Crucible de Arthur Miller qu'il a dirigée et produite pour la Royal Shakespeare Company en 2006, et qui lui a valu un Laurence Olivier Award du meilleur réalisateur, ou Follies en 2017 pour le Royal National Theatre qui a remporté l'Olivier Award de la meilleure reprise de comédie musicale.
Il est également réalisateur de la deuxième saison de la minisérie The Hollow Crown et du film Sur la plage de Chesil.
En tant que dramaturge, il écrit et met en scène sa version des contes Arabian Nights qui sera publiée et jouée pour la première fois au Young Vic Theatre en 1998, avant une tournée britannique puis mondiale. Il est également auteur de la pièce Noughts & Crosses adaptée des romans de Malorie Blackman qu'il dirige en 2008 pour la Royal Shakespeare Company.
En 2013. il reçoit le prix d'excellence de l'Institut international du théâtre. En 2014, il est fait Commandeur de l'Ordre de l'Empire britannique (CBE) pour ses services à la dramaturgie.
Depuis 2015. il est artiste associé au Royal National Theatre.

## Biographie

### Jeunesse
Dominic Cooke naît à Wimbledon dans le sud ouest de Londres. Son père, monteur film, et sa mère réceptionniste médicale à la National Health Service se séparent quand il a quatre ans. Sa mère s’installe avec ses enfants (Dominic et ses frères et sœurs) dans le quartier de Swiss Cottage où ils vivent en situation précaire. Mais en ayant un père issu de la classe moyenne et évoluant dans le milieu du cinéma, Cooke prend très tôt conscience de la lutte des classes : « j'ai été exposé très tôt à différentes façons de vivre : les différences de classe, les différences financières ».
Adolescent, il découvre le théâtre grâce aux sorties scolaires et en devient vite passionné. Pendant ses années d'études à l'université de Warwick, il va régulièrement à Stratford voir les représentations de la Royal Shakespeare Company, et à Londres les productions majeures de la Royal Court Theatre des années quatre-vingt.

### Carrière

#### Débuts
Après avoir été diplômé de l'université de Warwick, il exerce ses premiers petits boulots pour la télévision et le cinéma (expériences qui lui confirmeront que les métiers du cinéma ne lui plaisent pas à l'époque). Dominic Cooke crée en 1990 sa propre compagnie de théâtre, Pan Optic, qu'il dirige pendant deux ans, alors qu'il ne connait rien à la profession. Avec la troupe, il fait le tour de la Grande-Bretagne, mettant en scène de nouvelles versions de pièces classiques ; cela lui permet de se faire repérer. Ne pouvant pas toujours se rémunérer, il enchaîne à côté plusieurs petits emplois,.
En 1992, il est engagé comme assistant réalisateur à la Royal Shakespeare Company. Durant cette période, il approfondit toutes les bases du métier de réalisateur de théâtre.
En 1995, il écrit une lettre au directeur artistique du Royal Court Theatre de l'époque, Stephen Daldry, dans laquelle il exprime son désir de travailler dans ce théâtre ; il y est engagé comme un des assistants scripts et participe aux réunions de lecture et à la sélection des meilleures pièces susceptibles d'être produites par l'établissement.

#### Directeur de théâtre

##### Directeur adjoint
En 1996. Dominic Cooke est promu directeur adjoint de la Royale Court. C'est durant cette période qu'il va commencer à prendre goût à travailler avec des dramaturges vivants, trouvant de nouveaux auteurs et développant de nouvelles pièces pour de futures productions, travail qu'il estime être sa plus grande réussite dans le théâtre. Pour la première fois, il supervise des productions depuis parfois les tout débuts d'un scénario jusqu'à leur représentation sur scène, avec des pièces comme Redundant (en) de Leo Butler (en), Plasticine de Vassily Sigarev ou Spinning into Butter (en) de Rebecca Gilman (en).
En 2002, le directeur artistique de la Royal Shakespeare Company (RSC), Michael Boyd (en), l'engage en tant que directeur adjoint responsable du nouveau programme d'écriture de l'entreprise,. Ainsi, durant quatre ans à ce poste, Cooke apporte à la troupe un large éventail de nouveaux travaux avec des productions de pièces à auteurs contemporains et aux sujets diversifiés, comme une pièce sur le président Robert Mugabe, une sur l'industrie du tourisme sexuel et une sur les fusillades dans les lycées américains. En 2006, il produit et met en scène la pièce Les Sorcières de Salem de Arthur Miller avec l'acteur Iain Glen qui lui vaut le Laurence Olivier Awards du meilleur réalisateur et de la meilleure reprise. Cooke est également apprécié pour la qualité de production de pièces classiques notamment de Shakespeare : sa production de Cymbeline en 2003 a été saluée pour son « hyper-théâtralité richement inventive ». Parmi ses autres productions à succès d’œuvres classiques, on peut citer Le Conte d'hiver ou Macbeth qu'il a lui-même mis en scène.

##### Directeur artistique du Royal Court Theatre

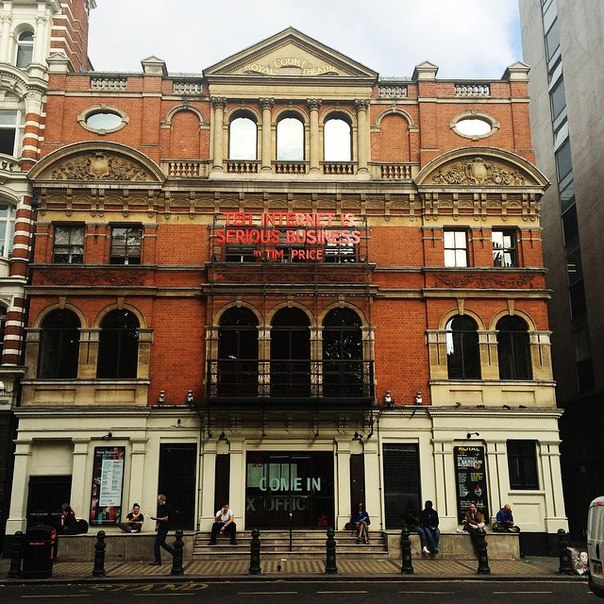
Cooke devient directeur artistique du Royal Court Theatre de 2006 à 2013.

Ce « travail expérimental, exploratoire » effectué à la RSC, Cooke le poursuit de 2006 à 2013 à la tête du Royal Court Theatre en tant que directeur artistique. Son travail est unanimement reconnu, pour avoir rajeuni le Royal Court Theatre grâce à une programmation promouvant activement une nouvelle écriture en donnant leur chance à de jeunes talents inconnus et débutants, alors que le bilan de son prédécesseur, Ian Rickson, était considéré comme « médiocre » et manquant d’inventivité,,. Cooke redéfinit à la fois le contenu et la forme de ce qui constitue une « pièce du Royal Court ». Il recentre les objectifs du théâtre en favorisant et encourageant la création de nouvelles œuvres aux sujets variés et contemporains, tout en apportant « un courant d'internationalisme et un brin de ce que [Cooke] appelle « l'expérimentation formelle » ». Il a déclaré : « Je m'intéresse aux pièces politiques, qui engagent le monde dans lequel nous nous trouvons actuellement ».
D'après Michael Billington (en), « La conviction de Cooke dans un mélange éclectique de talent ancien et nouveau, d'internationalisme et d'innovation est évidente dans son programme ». Sous sa direction, sur les plus de 130 pièces produites, 94 étaient entièrement nouvelles et 11 d'auteurs d'origines étrangères et diverses. Il a été crédité d'apporter un nouveau dynamisme au Royal Court Theatre avec sa programmation audacieuse et innovante. Selon Kate Kellaway (en), « ce qui rend le règne de Cooke unique, c'est qu'il a utilisé le programme des jeunes écrivains du Royal Court pour trouver et cultiver de nouveaux talents, souvent par de jeunes écrivains précaires ». À ce titre, on peut citer Anya Reiss (en) âgée de 18 ans seulement quand sa pièce Spur of the Moment (en) a été produite pour la première fois et Polly Stenham, 19 ans, lorsque son œuvre That Face (en) a été mise en scène ; Bola Agbaje (en) a remporté à 25 ans un Laurence Olivier Award pour sa toute première pièce Gone Too Far ! (en). Cooke a également été salué pour avoir féminisé le théâtre britannique en lançant la carrière de jeunes femmes dramaturges. Durant sa présidence, le Royal Court Theatre a été nommé pour 210 prix majeurs et en a remporté 59. Le théâtre a également été couronné « théâtre londonien de l'année » par le magazine The Stage. De plus, certaines grosses productions ont été transférées aux États-Unis comme Jerusalem (en) de Jez Butterworth et Enron (en) de Lucy Prebble (en).
Selon André Naffis-Sahely (en), « La détermination de Cooke à satisfaire et déstabiliser simultanément son public se reflète dans sa carrière ». Cooke a lui-même déclaré : « Je suis toujours à la recherche de quelque chose que vous n'avez jamais vu auparavant, une idée, un argument, une préoccupation formelle, une voix... une pièce qui prend quelque chose de familier dans une direction nouvelle ou inattendue ».
Si depuis la fin de son mandat au Royal Cout, son travail de renouveau du théâtre britannique est unanimement reconnu, cela n'a pas toujours été le cas durant ses années de direction à la RSC et au Royal Court. Ses choix artistiques et ses programmations qui lui ont fréquemment valu d'être taxé de « provocateur,, » ont suscité quelques critiques de certains commentateurs ou personnalités de la profession ayant, selon Cooke, une vision trop élitiste de l'art théâtral. Par exemple, l'arrivée de comédies musicales à la Royal Court a été parfois mal accueillie. Ce genre est, d'après Cooke, trop snobé par « l'intelligentsia libérale » alors que « certaines des plus grandes œuvres du XXe siècle dans le théâtre sont des comédies musicales ». Il lui a également parfois été reproché d'avoir « trop de succès » et d'être « mainstream », critique à laquelle Cooke a répondu : « Il y a un snobisme basé sur l'idée que si je suis dans le même club que le grand public, je ne fais pas partie d'un groupe d'élite ».
Par ailleurs, si Cooke a déclaré que diriger un théâtre est extrêmement passionnant, il a aussi avoué que c'était un métier « épuisant » pour lui. En 2013. il démissionne du poste de directeur artistique du Royal Court après sept ans de fonction, alors que traditionnellement, un mandat dure dix ans. Tandis que le milieu du théâtre le voyait ensuite postuler à la tête du Royal National Theatre, Cooke a déclaré ne plus vouloir diriger d'établissement : « Je n'aurais tout simplement pas pu le faire à ce moment-là. J'étais vraiment fatigué et j'avais besoin d'arrêter. Je n'aurais pas été capable de bien faire le travail ». Parmi les aspects que Cooke a trouvés « incroyablement durs », il y a la responsabilité publique : le Royal court et la RSC sont subventionnés par l’État, ce qui l'obligeait à faire face à « beaucoup de conformité et d'obligations » et à un budget très serré. Mais le plus difficile était de tenir tête aux pressions « sadiques » de personnes trop conservatrices, selon lui, voulant maintenir les théâtres d'« une certaine quantité de leurs esprits fondateurs » : « J'ai toujours ressenti, même lorsque nous avions du succès, que je ne faisais que garder la tête hors de l'eau [...] tout ce que je faisais attirait beaucoup de colère ».
Cooke a aussi exprimé le désir de se lancer dans la réalisation de films.

#### Artiste associé auRoyal National Theatre
Pour autant, il n'abandonne pas le théâtre. Depuis 2015, il est artiste associé au Royal National Theatre. où il dirige notamment deux productions majeures : en 2016 la pièce Ma Rainey's Black Bottom d'August Wilson qui remporte le prix Olivier Award de la meilleure reprise et, en 2017, Follies qui reçoit l'Olivier Award de la meilleure reprise de comédie musicale et une nomination pour le meilleur réalisateur.

#### Metteur en scène et réalisateur indépendant

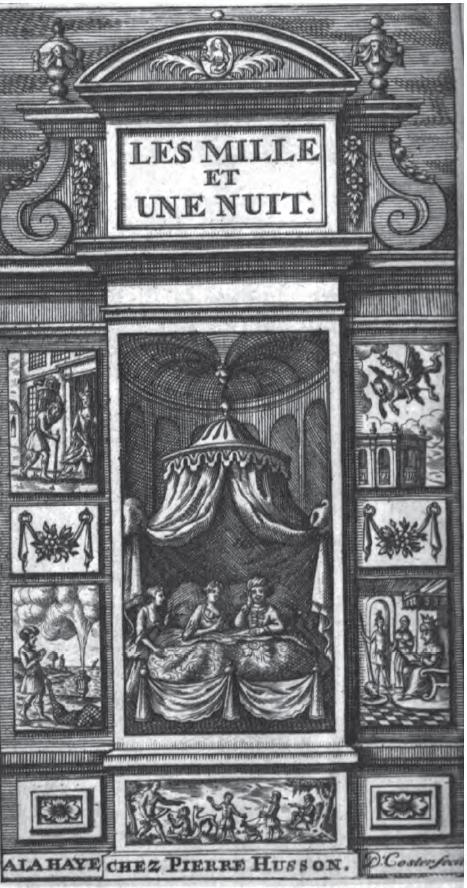
Illustration issue des contes des Mille et Une Nuits (Arabian Nights), adaptés par Cooke. Ici, Shéhérazade raconte son histoire à Shahryar et à sa sœur Dunyazad.

En plus d'avoir mis en scène certaines pièces qu'il a produites en tant que directeur d'établissement ou artiste associé, Dominic Cooke a toujours eu, parallèlement, une carrière de metteur en scène indépendant. Ainsi, il réalise des pièces telles que Of Mice and Men de John Steinbeck en 1994, The Weavers de Gerhart Hauptmann en 1996, ou encore The Importance of Being Earnest de Oscar Wilde en 1997. En 2008. il met en scène la pièce Noughts & Crosses qu'il adapte des romans de Malorie Blackman pour la RSC et une tournée britannique.
Mais la production sur laquelle il a le plus aimé travailler est Arabian Nights, pièce qu'il a lui-même adaptée des contes et mise en scène pour le Young Vic Theatre en 1998 : « C'était un processus véritablement collaboratif et profondément exigeant qui nous a obligés à inventer une gamme de différents langages théâtraux. Le meilleur de tout était de jouer pour des publics d'enfants - si quelque chose ne fonctionne pas, ils votent avec leurs pieds. Sinon, ils répondent par des éclats de rire ou d'attention. C'est fascinant ». L’œuvre connaîtra une tournée britannique, une adaptation radiophonique et des représentations aux États-Unis, avant que Cooke la réadapte et mette en scène en 2009 pour la RSC et une tournée mondiale.
En 2011 il dirige The Comedy of Errors de Shakespeare au Royal National Theatre qui sera aussi diffusée dans différents pays à travers le monde en 2012 dans le cadre du programme National Theatre Live.
Il a également mis en scène quelques pièces d'opéra dont I Capuleti e i Montecchi de Bellini (2001) et La Bohème de Giacomo Puccini (2003) au Grange Park Opera (en), ainsi que The Magic Flute de Mozart (2014) à l'Opéra national du pays de Galles.
En 2016. Cooke fait ses débuts à la télévision en tant que réalisateur grâce au producteur Sam Mendes qui le choisit pour diriger la deuxième saison de la minisérie The Hollow Crown. En 2017, il réalise son premier long-métrage, Sur la plage de Chesil, basé sur le roman du même nom de Ian McEwan.

#### Reconnaissance
Pour son travail de renouveau dans le milieu du théâtre, Dominic Cooke est récompensé en 2013 du prix d'excellence de l'Institut international du théâtre et, la même année, il reçoit le doctorat honorifique de Lettres de l'université de Warwick. En 2014, il est fait commandeur de l'ordre de l'Empire britannique pour ses services à la dramaturgie.

### Vie privée
Dominic Cooke est en couple avec l'acteur et dramaturge Alexi Kaye Campbell (en) depuis 1997.

## Engagements
En 2015, Domonic Cooke fait partie des acteurs, écrivains et réalisateurs ayant signé une lettre ouverte dénonçant la diabolisation des œuvres théâtrales palestiniennes en Grande-Bretagne par certains médias comme le Daily Mail.

## Théâtre et opéra
En tant que metteur en scène :
- 1991 : Autogeddon de Heathcote Williams - Assembly Rooms
- 1994 : Of Mice and Men de John Steinbeck - Nottingham Playhouse (en)
- 1995 : Hunting Scenes From Lower Bavaria de Martin Sperr - Gate Theatre (en) de Londres
- 1996 : The Weavers (en) de Gerhart Hauptmann - Gate Theatre de Londres
- 1997 : My Mother Said I Never Should (en) de Charlotte Keatley (en) - Headlong Company (en) (tournée britannique)
- 1997 : The Importance of Being Earnest de Oscar Wilde - Atlantic Theater Company (en Nouvelle-Écosse)
- 1998 : The Bullet de Joe Penhall (en) - Donmar Warehouse
- 1998 : Arabian Nights - adaptation de Dominic Cooke des contes - Young Vic Theatre, tournée britannique, New Victory Theater (New York)
- 2000 : Fireface (en) de Marius von Mayenburg - Royal Court Theatre
- 2000 : Other People de Christopher Shinn (en) - Royal Court Theatre
- 2001 : I Capuleti e i Montecchi de Ballini - Grange Park Opera (en)
- 2001 ; Fucking Games de Grae Cleugh - Royal Court Theatre
- 2001 : Redundant (en) de Leo Butler (en) - Royal Court Theatre
- 2001 : Spinning into Butter (en) de Rebecca Gilman (en) - Royal Court Theatre
- 2002 : The Malcontent (en) de John Marston - Royal Shakespeare Company (Swan Theatre)
- 2002 : This is a Chair de Caryl Churchill - Royal Court Theatre
- 2002 : Identical Twins de Caryl Churchill - Royal Court Theatre
- 2002 : The People Are Friendly de Michael Wynne (en) - Royal Court Theatre
- 2002 : Plasticine de Vassili Sigarev - Royal Court Theatre
- 2003 : La Bohème de Giacomo Puccini - Grange Park Opera
- 2003 : The Eccentricities of a Nightingale (en) de Tennessee Williams - Gate Theatre à Dublin
- 2003 : Cymbeline de William Shakespeare - RSC (Swan Theatre)
- 2004 : By the Bog of Cats (en) de Marina Carr (en) - Wyndham's Theatre (en)
- 2004 : Macbeth de William Shakespeare - RSC (Royal Shakespeare Theatre)
- 2005 : Elective Affinities de David Adjmi (en) - RSC (Swan Theatre)
- 2005 : As You Like It de William Shakespeare - RSC (Royal Shakespeare Theatre)
- 2006 : The Winter's Tale de William Shakespeare - RSC (Swan Theatre)
- 2006 : Pericles de William Shakespeare - RSC (Swan Theatre)
- 2006 : The Crucible de Arthur Miller - RSC (Royal Shakespeare Theatre)
- 2007 : The Pain and the Itch de Bruce Norris - Royal Court Theatre
- 2007 : Rhinoceros d'Eugène Ionesco - Royal Court Theatre
- 2008 : Now Or Later de Christopher Shinn - Royal Court Theatre
- 2008 : Noughts and Crosses, adaptation de Dominic Cooke des romans de Malorie Blackman - RSC (tournée britannique)
- 2008 : Wig Out ! de Tarell Alvin McCraney - Royal Court Theatre
- 2009 : Seven Jewish Children (en) de Caryl Churchill - Royal Court Theatre
- 2009 : The Fever de Wallace Shawn - Royal Court Theatre
- 2009 : Aunt Dan and Lemon de Wallace Shawn - Royal Court Theatre
- 2009 : Arabian Nights - adaptation de Dominic Cooke des contes - RSC (tournée mondiale)
- 2010 : Clybourne Park de Bruce Norris - Royal Court Theatre
- 2011 : The Comedy of Errors de William Shakespeare - Royal National Theatre
- 2011 : Chicken Soup with Barley (en) de Arnold Wesker - Royal Court Theatre
- 2012 : In Basildon de David Eldridge (en) - Royal Court Theatre
- 2012 : Choir Boy de Tarell Alvin McCraney - Royal Court Theatre
- 2012 : Ding Dong The Wicked de Caryl Churchill - Royal Court Theatre
- 2013 : In The Republic of Happiness de Martin Crimp - Royal Court Theatre
- 2013 : The Low Road (en) de Bruce Norris - Royal Court Theatre
- 2014 / 2015 : The Magic Flute de Mozart - Opéra national du pays de Galles
- 2015 : Teddy Ferrara de Christopher Shinn - Donmar Warehouse
- 2015 : Here We Go de Caryl Churchill - Royal National Theatre
- 2016 : Ma Rainey's Black Bottom de August Wilson - Royal National Theatre
- 2016 : Pigs And Dogs de Caryl Churchill - Royal Court Theatre
- 2017 : Follies de Stephen Sondheim - Royal National Theatre

## Filmographie
En tant que réalisateur :

### Cinéma
- 2017 : Sur la plage de Chesil
- 2020 : Un espion ordinaire (The Courier)

### Télévision
- 2016 : The Hollow Crown (série, saison 2)

## Distinctions

### Récompenses
- 2007 : Laurence Olivier Award pour The Crucible[11] :
  - Meilleur metteur en scène
  - Meilleure reprise (partagé avec l'équipe de production de la RSC et les acteurs)
- 2018 : Laurence Olivier Award de la meilleure reprise de comédie musicale pour Follies[28] (partagé avec l'équipe de production du Royal Court Théâtre et les acteurs)

### Nominations
- 2018 : Laurence Olivier Award du meilleur metteur en scène pour Follies[28]